# Gruppe (Parlament)
Eine Gruppe ist in Deutschen Parlamenten ein Zusammenschluss mehrerer Abgeordneter eines Parlaments, deren Anzahl die Mindestgröße einer Fraktion nicht erreicht. Die Rechte einer Gruppe sind gegenüber einer Fraktion eingeschränkt, die Gruppe hat aber mehr Rechte als einzelne fraktionslose Abgeordnete.
Zuletzt bestanden vom Februar 2024 bis März 2025 zwei Gruppen im Bundestag, nachdem sich die Fraktion Die Linke gespalten hatte. In den deutschen Landesparlamenten besteht Stand 23. März 2025 eine Gruppe der Freien Wähler im Landtag Rheinland-Pfalz.

## Allgemeines
Die Mindestzahl von Abgeordneten, die für die Bildung einer Gruppe erforderlich ist, sowie die Rechte der Gruppe sind in den Parlamenten unterschiedlich geregelt. Die rechtlichen Festlegungen finden sich in der jeweiligen Geschäftsordnung des entsprechenden Parlaments bzw. in einem gesonderten Fraktionsgesetz. Zur Gruppe können sich Abgeordnete zusammenschließen, die keine Fraktionsstärke erreichen. Eine Gruppe kann zum Beispiel von Mitgliedern einer Partei gebildet werden, die in das Parlament auf Grund einer Grundmandatsklausel einziehen, ohne die Fünf-Prozent-Hürde zu überspringen. Weiterhin kann sich eine Gruppe bilden, wenn sich eine Fraktion wegen Unterschreitung der Mindestgröße auflöst oder mehrere Abgeordnete eine Partei verlassen.
Die Rechte einer Gruppe bleiben immer hinter denen einer Fraktion zurück. Die Geschäftsordnung des Deutschen Bundestages enthält diesbezüglich keine nähere Regelung, vielmehr legt der Bundestag mit der Anerkennung der Gruppe deren Rechte im Einzelnen fest. Als nicht teilrechtsfähiger Verband können Gruppen keine Parlamentsrechte des Bundestages im eigenen Namen geltend machen. Ihnen steht etwa nicht das Recht zu, Große und Kleine Anfragen zu stellen oder eine Aktuelle Stunde zu beantragen, sie haben nicht das Zitierungsrecht auf Erscheinen eines Regierungsmitglieds im Bundestag, kein Recht auf namentliche Abstimmung oder Antrag auf Hammelsprung im Bundestag. Gruppen erhalten wesentlich weniger Gelder und Redezeit als Fraktionen im Bundestag.
Demgegenüber regelt das Hamburger Fraktionsgesetz im Einzelnen den Anspruch der Gruppe auf Vertretung in den Ausschüssen und auch auf anteilige Finanzierung entsprechend den Regelungen für die Fraktionen. Nach § 11 des Fraktionsgesetzes Rheinland-Pfalz erfolgt eine staatliche Finanzierung von Zusammenschlüssen fraktionsloser Abgeordneter nach Beschluss des Landtages. Besondere Rechte der Gruppen sind gerechtfertigt, wenn und soweit die Gruppen wie Fraktionen durch ihre koordinierende Funktion innerhalb des Parlamentes zugleich die Arbeitsfähigkeit des Parlamentes insgesamt fördern.

## Gruppen im Deutschen Bundestag
Im Deutschen Bundestag kann gemäß § 10 Abs. 4 der Geschäftsordnung des Deutschen Bundestages eine Gruppe anerkannt werden, wenn ihre Mitgliederzahl nicht die Fraktionsmindeststärke erreicht.
Gruppen waren anfangs nicht in der Geschäftsordnung vorgesehen. Bereits ab der dritten Sitzung formierte sich jedoch die Gruppe Nationale Rechte aus fünf Mitgliedern, die sich später in Gruppe der Deutschen Reichspartei umbenannte, zwischenzeitlich auf neun Abgeordnete anwuchs und im September 1950 zerfiel. Nach Gründung der Vertriebenenpartei Bund der Heimatvertriebenen und Entrechteten (BHE) im Oktober 1950 bildeten fünf Abgeordnete die Gruppe BHE/DG. Vier der BHE-Mitglieder kamen aus der Fraktion der Wirtschaftlichen Aufbau-Vereinigung (WAV), die den Fraktionsstatus verlor und bis Dezember 1951 ebenfalls als Gruppe auftrat.
In der Geschäftsordnung des Deutschen Bundestages sind Gruppen seit Januar 1952 vorgesehen. Gleichzeitig wurde die Mindestgröße einer Fraktion von zehn auf 15 Mitglieder angehoben. Mit der Erhöhung der Mindestgröße von Fraktionen verlor die Fraktion der Kommunistischen Partei Deutschlands den Fraktionsstatus und bildeten eine Gruppe. Im April 1953 bildeten fünf Mitglieder der WAV erneut eine Gruppe.
Im 2. Deutschen Bundestag gründete sich am 14. Juli 1955 eine Gruppe aus ehemaligen Mitgliedern der GB/BHE-Fraktion, die sogenannte Gruppe Kraft/Oberländer. Alle Mitglieder traten am folgenden Tag als Gäste in die CDU/CSU-Fraktion ein. Am 15. März 1956 traten 14 Abgeordnete aus der FDP aus und bildeten die Gruppe Arbeitsgemeinschaft Freier Demokraten, später Demokratische Arbeitsgemeinschaft. Ab dem 26. Oktober 1956 hatte diese 15 Mitglieder und damit Fraktionsstatus, sie nannte sich schließlich Bundestagsfraktion der Freien Volkspartei. Diese bildete zudem eine technische Arbeitsgemeinschaft mit der DP-Fraktion, mit der sie schlussendlich auch fusionierte. Im 3. Deutschen Bundestag verlor die DP-Fraktion am 1. Juli 1960 durch den Austritt von neun Mitgliedern den Fraktionsstatus, die verbliebenen sechs Mitglieder bildeten eine Gruppe. 1961 traten weitere Abgeordnete aus der DP aus, die drei verbliebenen Mitglieder der jetzt GDP genannten Partei verblieben fraktionslos. Mit Beginn der 5. Wahlperiode wurde die Mindestgröße einer Fraktion auf fünf Prozent der Abgeordneten festgelegt.
Die 24 Abgeordneten der PDS, die nach der Wiedervereinigung ab dem 3. Oktober 1990 dem 11. Deutschen Bundestag angehörten, bildeten eine Gruppe. Im 12. Deutschen Bundestag (1990–94) bildeten Bündnis 90/Grüne mit acht Sitzen und die PDS mit 17 Sitzen jeweils eine Gruppe. Beide Parteien hatten nur im Wahlbereich Ost die Sperrklausel überwunden, eine Sonderregel für die erste Wahl nach der Wiedervereinigung. 
Im 13. Deutschen Bundestag (1994–98) war die PDS mit 30 Abgeordneten wiederum als Gruppe vertreten. Die Partei hatte die Fünf-Prozent-Hürde verpasst, jedoch durch die Grundmandatsklausel in den Bundestag eingezogen. Dagegen wurden den beiden bei der Bundestagswahl 2002 direkt in den 15. Bundestag gewählten PDS-Abgeordneten Gesine Lötzsch und Petra Pau die Anerkennung als Gruppe verweigert, aufgrund der geringen Größe der geplanten Gruppe.
Nach dem Beschluss zur Selbstauflösung der Linksfraktion zum 6. Dezember 2023 erhielten die 28 verbliebenen Abgeordneten der Partei Die Linke am 2. Februar 2024 den Gruppenstatus. Auch die zehn Abgeordneten des Bündnis Sahra Wagenknecht, die zuvor aus der Die Linke ausgetreten waren, wurden am 2. Februar 2024 als Gruppe anerkannt.
| Name                               | Mitglieder | Zeit des Bestehens                        | Grund der Bildung                                      | Grund der Auflösung                          |
| ---------------------------------- | ---------- | ----------------------------------------- | ------------------------------------------------------ | -------------------------------------------- |
| Gruppe Nationale Rechte Gruppe DRP | 5–9        | 15. September 1949 bis 18. September 1951 |                                                        | Zerfall der Gruppe                           |
| Gruppe BHE/DG                      | 05         | 13. Oktober 1950 bis 21. März 1952        | Gründung des BHE                                       | Zu wenig Mitglieder nach Tod eines Mitglieds |
| Gruppe der KPD                     | 14         | 1. Januar 1952 bis 7. September 1953      | Erhöhung der Fraktionsmindestgröße                     | Ausgeschieden nach Bundestagswahl 1953       |
| Gruppe der WAV                     | 05         | 29. April 1953 bis 7. September 1953      |                                                        | Ausgeschieden nach Bundestagswahl 1953       |
| Gruppe Kraft/Oberländer            | 07         | 14. bis 15. Juli 1955                     | Austritt aus GB/BHE-Fraktion                           | Gäste der CDU/CSU-Fraktion                   |
| Demokratische Arbeitsgemeinschaft  | 16         | 15. März 1956 bis 15. Oktober 1956        | Austritt aus FDP-Fraktion                              | Bildung der FVP-Fraktion                     |
| DP-Gruppe                          | 06         | 1. Juli 1960 bis 3. Mai 1961              | Auflösung der DP-Fraktion                              | Aufgelöst nach Austritten                    |
| Gruppe Bündnis 90/Die Grünen       | 8–7        | 20. Dezember 1990 bis 10. November 1994   | Überwinden der Sperrklausel (nur) im Wahlbereich Ost   | Fraktion nach Bundestagswahl 1994            |
| Gruppe der PDS                     | 24         | 3. Oktober 1990 bis 20. Dezember 1990     | Abgeordnete aus der Volkskammer nach Wiedervereinigung |                                              |
| Gruppe der PDS                     | 17–15      | 20. Dezember 1990 bis 10. November 1994   | Überwinden der Sperrklausel (nur) im Wahlbereich Ost   |                                              |
| Gruppe der PDS                     | 30         | 10. November 1994 bis 26. Oktober 1998    | Einzug durch Grundmandatsklausel                       | Fraktion nach Bundestagswahl 1998            |
| Gruppe Die Linke                   | 28         | 2. Februar 2024 bis 25. März 2025         | Auflösung der Fraktion Die Linke im Bundestag          | Fraktion nach Bundestagswahl 2025            |
| Gruppe BSW                         | 10         | 2. Februar 2024 bis 25. März 2025         | Auflösung der Fraktion Die Linke im Bundestag          | Ausgeschieden nach Bundestagswahl 2025       |

## Gruppen in deutschen Landesparlamenten
Im Landtag von Brandenburg erstritten sich die drei Mitglieder der BVB/FW im Sommer 2016 vor dem Brandenburgischen Verfassungsgericht Gruppenrechte. Die BVB/FW war im Herbst 2014 durch die Grundmandatsklausel in den Landtag eingezogen. Im September 2017 löste sich die Gruppe auf. Nach dem Verlust des nach der Landtagswahl 2019 erlangten Fraktionsstatus im November 2023 konstituierten sich die BVB/FW im Dezember 2023 als Gruppe neu. Bei der Landtagswahl 2024 schied BVB/FW aus dem Parlament auf. 
In der Bremischen Bürgerschaft existierte nach dem Übertritt eines SPD-Abgeordneten von Oktober 2013 bis Juni 2015 eine aus zwei Mitgliedern bestehende Gruppe der Bürger in Wut (BIW). Von Juni 2017 bis Juni 2019 gab es eine BIW-Gruppe aus drei Parlamentariern, von denen zwei zur BIW übergetreten waren. Zuvor bestand nach der Bürgerschaftswahl 2015 von Juni 2015 bis Juni 2017 eine AfD-Gruppe aus vier Mitgliedern, die später in Bremer Bürgerliche Reformer und, mit einem Mitglied weniger, in ALFA-Gruppe-Bremen bzw. Gruppe Liberal-Konservative Reformer umbenannt wurde. Drei Monate nach der Bürgerschaftswahl 2019 traten Anfang September drei der fünf AfD-Abgeordneten aus der AfD-Fraktion aus und bildeten die Gruppe Magnitz, Runge, Felgenträger.
Im Schleswig-Holsteinischen Landtag hat die Gruppe oder auch ein einzelner Abgeordneter des Südschleswigschen Wählerverbandes als Vertretung der Dänischen Minderheit in Deutschland seit 1955 die Rechte einer Fraktion. Der SSW ist seit 1958 wieder im Landtag vertreten, von 2009 bis 2012 sowie seit 2022 in Fraktionsstärke.
Im Landtag Rheinland-Pfalz verloren die Freien Wähler im Oktober 2024 aufgrund des Fraktionsaustritts zweier Abgeordneter den Fraktionsstatus. Daraufhin wurde den verbliebenen vier Abgeordneten vom Landtag der Gruppenstatus zuerkannt.
In der Hamburgischen Bürgerschaft muss eine Gruppe so groß sein, dass sie Anspruch auf mindestens ein Ausschussmandat hat.
In einigen Landtagen ist kein spezieller Status für Gruppen vorgesehen. So bezeichneten sich die Abgeordneten der Blauen Partei 2017 bis 2019 im Sächsischen Landtag (fünf Abgeordnete) und im Landtag Nordrhein-Westfalen (drei Abgeordnete) jeweils als Blaue Gruppe, waren aber nicht offiziell als Gruppe vom jeweiligen Parlament anerkannt.